# Zdzisław Dybowski
Zdzisław Dybowski (ur. 2 grudnia 1954) – polski siatkarz, reprezentant Polski

## Kariera sportowa
Był zawodnikiem Resursy Łódź, z którą w 1979 wywalczył Puchar Polski oraz awans do I ligi. Na najwyższym szczeblu rozgrywek występował w łódzkim klubie do spadku z ligi w 1985.
W latach 1985/86 i 1989/1991 reprezentował barwy USC Giessen. Z drużyną tą w sezonie 1985/86 zdobył wicemistrzostwo Bundesligi.
W latach 1981–1983 wystąpił 37 razy w reprezentacji Polski seniorów.